# Sillogismo

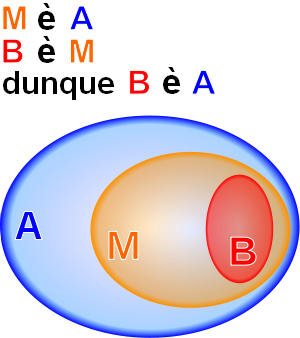
Schema tipico di un sillogismo: se M è A e B è M, allora B sarà anche A. Facendo un esempio concreto si ponga che M è l'insieme dei dolci, B quello delle torte e A quello degli alimenti: tutti i dolci sono alimenti e tutte le torte sono dolci per cui ne consegue che tutte le torte sono alimenti.

Il sillogismo (dal greco συλλογισμός, syllogismòs, formato da σύν, syn, "insieme", e λογισμός, logismòs, "calcolo": quindi, "ragionamento concatenato") è un tipo di ragionamento dimostrativo che fu teorizzato per la prima volta da Aristotele, il quale, partendo dai tipi di termine "maggiore" (che funge da predicato nella conclusione), "medio" e "minore" (che funge da soggetto nella conclusione) classificati in base al rapporto contenente-contenuto, giunge ad una conclusione collegando i suddetti termini attraverso brevi enunciati (premesse).
La filosofia scolastica ha formalizzato che se almeno una delle due premesse è falsa, la conclusione è falsa, e se le premesse sono entrambe vere, invece, la conclusione è vera. Come dimostrano i paradossi logici che affermano il vero attraverso il falso, che restano il principale limite di una logica formale sul modello scolastico, se almeno una delle premesse è falsa, la conclusione può essere vera, perché da una falsità può seguire qualsiasi cosa, e dunque anche una verità. Ad esempio, a partire dalle false premesse "tutti i pesci sono uomini" (premessa maggiore) e "Socrate è un pesce" (premessa minore), si trae la verità "Socrate è un uomo" (conclusione). Invece, se le premesse sono entrambe vere, la conclusione non può essere falsa, perché da una verità può seguire soltanto una verità.

## Aristotele
Fino alla prima metà del XII secolo, delle opere di Aristotele erano note solo quelle tradotte da Boezio: le Categorie e il trattato Sull'interpretazione, che dettarono le basi della cosiddetta Logica vetus. Con il trattato Ἀναλυτικὰ Πρότερα (Latino: Analytica Priora; italiano: Analitici primi) in cui Aristotele sviluppa la teoria del sillogismo, vengono gettate le basi della cosiddetta Logica nova
Il trattato Analytica Priora fin dall'inizio fu visto dai logici come un corpo dottrinale chiuso e completo, che lasciava aperte ben poche questioni sulle quali dibattere. Nel corso del tempo subì pochi cambiamenti minori, fino alla risistematizzazione di tutta la logica iniziata nel XIV° secolo da pensatori come Giovanni Buridano.
Gli Analytica Priora ad esempio non incorporano la teoria del sillogismo nel più generale ambito del sillogismo modale, quello che contiene in almeno una delle due premesse, una parola logica del tipo "necessariamente", "è possibile che" / "forse", "in modo contingente".
La terminologia di Aristotele in questo aspetto della sua teoria è stata ritenuta vaga e, in molti casi poco chiara, anche contraddicendo alcune sue dichiarazioni nel De Interpretatione. Le sue affermazioni originali su quelli che oggi chiamiamo sillogismi modali, hanno generato una vasta gamma di soluzioni proposte dai commentatori odierni: il sistema di sillogismi modali stabiliti da Aristotele sarebbe in ultima istanza ritenuto inadatto per l'uso pratico, e sarebbe stato sostituito del tutto da nuove distinzioni e nuove teorie.
Il filosofo e logico John Corcoran svolse una comparazione punto per punto degli Analytica Priora di Aristotele e Laws of Thought di Boole, e sottolineò con enfasi come la logica booleana riprendeva e confermava quella aristotelica. Boole si prefisse gli obiettivi di:
1. dotare la logica di basi matematiche che coinvolgono equazioni,
2. estendere la classe di problemi che si potevano trattare grazie all'aver impiegato la risoluzione di equazioni per la valutazione di validità logica,
3. ampliare il campo di applicazione, ad esempio da proposizioni che hanno due termini a proposizioni che ne hanno un numero arbitrario.

## Tipi di sillogismo
Le proposizioni possono essere divise sotto tre aspetti:
1. Quantitativo: universali o particolari (individuali)
2. Qualitativo: affermativa o negativa
3. Modale:
  1. possibili: non è in un modo, ma potrebbe esserlo (non piove, ma potrebbe cominciare)
  2. contingenti: è in un modo, ma potrebbe non esserlo (piove, ma potrebbe non piovere)
  3. impossibili: ciò che non è, e che non può essere
  4. necessarie: ciò che è, e che non potrebbe non essere

L'impossibilità è una forma di necessità: dire che una cosa è impossibile significa dire che è necessario che non sia.
La forma di sillogismo più comune è il sillogismo categorico (al punto che solitamente per sillogismo si intende sillogismo categorico).
Le proposizioni che compongono un sillogismo categorico possono essere:
- universali affermative ("Tutti gli A sono B"),
- universali negative ("Nessun A è B"),
- particolari affermative ("Qualche A è B"),
- particolari negative ("Qualche A non è B").

La posizione del termine medio nelle premesse determina la figura del sillogismo: Aristotele ne classificò tre, gli scolastici ne aggiunsero una quarta. La forma delle proposizioni contenute nel sillogismo ne determina il modo; la filosofia scolastica classificò i modi del sillogismo adoperando la prima o la seconda vocale (rispettivamente se universale o particolare) dei verbi affirmo e nego.
Per fare un esempio:
- (premessa maggiore) Tutti gli uomini sono mortali
- (premessa minore) Tutti i greci sono uomini
- (conclusione) Tutti i greci sono mortali

Nell'esempio in questione, uomo, mortale e greco sono termini rispettivamente medio, maggiore e minore.
A questo modello detto sillogismo categorico o perfetto (in cui cioè le due premesse portano deduttivamente ad una conclusione che è logica e necessaria) se ne aggiungono altri tre, tra cui il sillogismo retorico (detto anche “dialettico”), in cui le due “premesse” sono date per probabili e non per certe; il sillogismo sofistico (tipico della scuola sofistica, in cui la probabilità delle “premesse” è solo apparente ed ipotetica); il sillogismo modale, in cui una delle “premesse” e la “conclusione” del sillogismo dipendono dalle modalità con cui stabiliamo se le affermazioni sono vere o false.
Nella logica moderna, si aggiunge anche il sillogismo disgiuntivo.

## Presupposti
Le premesse devono essere enunciati di tipo dichiarativo (che dicono qualcosa di qualcosa), di cui cioè si possa dire univocamente se sono veri oppure falsi. Non sono enunciati di tipo dichiarativo le preghiere, le esclamazioni, le domande, i comandi non dichiarativi, il paradosso del mentitore, gli enunciati modali (credo che, so che, può essere, deve essere necessariamente). 
Presupposti del sillogismo sono il principio di determinatezza e il principio di bivalenza dei singoli enunciati dichiarativi, che vanno applicati (separatamente) sia alla premessa maggiore che alla premessa minore: la premessa necessariamente sempre o è vera o è falsa, non può trovarsi contemporaneamente nello stato di "vero" e nello stato di "falso", né può non appartenere a uno di questi due stati (non essere né "vera" né "falsa"). 
In termini equivalenti, per le due premesse, in tutti i tipi di sillogismo noti, sono presupposti: legge dell'identità, legge di non-contraddizione, legge del terzo escluso. Se la legge di identità vale anche per enunciati non dichiarativi (es. paradosso del mentitore), il principio di determinatezza può essere fatto corrispondere (biunivocamente) al principio di non-contraddizione, e il principio di bivalenza al principio del terzo escluso.
Stessi presupposti valgono per la conclusione. In tutti i tipi di sillogismo, se la premessa maggiore e la premessa minore sono due enunciati di tipo dichiarativo, anche la conclusione è necessariamente un enunciato di tipo dichiarativo (o è vera o è falsa), ragioni per cui è superfluo ipotizzare che la conclusione sia un enunciato di tipo dichiarativo, essendo questo conseguenza logica della natura delle premesse.
La proprietà transitiva è l'esempio più elementare del sillogismo in logica matematica (soggetto singolare e stessa relazione nelle premesse), ad esempio:
1. Marco è fratello maggiore di Luca;
2. Luca è fratello maggiore di Alberto;
3. Marco è fratello maggiore di Alberto.

Il sillogismo è in generale un concetto più ampio che si serve anche del quantificatore esistenziale e operatore di negazione.
In logica matematica, un ragionamento si dice valido, corretto o (sintatticamente) ben formato se e solo se non può darsi il caso in cui le proposizioni siano vere e la conclusione sia falsa; in termini equivalenti, si dice che la conclusione è conseguenza logica delle premesse.

Validità e verità degli enunciati sono concetti distinti e indipendenti: è possibile che sia da due enunciati veri che da due enunciati entrambi falsi si arrivi ad una conclusione vera (per gli operatori booleani, non per il sillogismo); viceversa, è possibile che, con premesse entrambe false, la conclusione sia valida (es. tutti gli uomini volano; tutti gli asini sono uomini; tutti gli asini volano), poiché il ragionamento è valido formalmente. 
Il sillogismo nulla dice circa la verità o falsità della premessa maggiore e minore, a meno che, secondo Aristotele, non si abbia a che fare con sillogismi “scientifici” o “dimostrazioni” (discussi negli Analitici Secondi), i quali presuppongono premesse vere.
Premessa maggiore e premessa minore sono legati tra loro da un unico connettivo logico di congiunzione, e l'insieme delle premesse è legato alla conclusione da un connettivo di Implicazione logica. Il sillogismo può essere riscritto (e risolto) nell'ambito della logica booleana con la congiunzione delle premesse, implicazione della conclusione, quantificatori. Dalla tavola di verità della congiunzione si evince che l'insieme delle premesse è vero se ogni singola premessa è vera; da quella dell'implicazione si evince che se le premesse sono vere, la conclusione è vera, ciò che fuori dall'algebra booleana e nella teoria del sillogismo definisce anche la correttezza di una particolare forma di sillogismo. Le premesse in forma di universale o particolare, positivo o negativo, sono rese con l'uso dei quantificatori:

(Ogni A è B) {\displaystyle \leftrightarrow } (Per ogni x, se x è A, allora x è B), oppure
(Ogni A è B) {\displaystyle \leftrightarrow } (Per ogni x tale che x è A, allora x è B), detto anche quantificatore ristretto. In questo secondo caso:

Ogni amico di Maria è scapolo, (3)

se <<Maria non ha amici>>, vale a dire se la condizione del quantificatore ristretto "Ogni amico di Maria" è falsa, la proposizione (3) non sarà né vera né falsa, né un terzo nuovo valore di verità, ma un valore di verità non-ammissibile, priva di ogni valore di verità. 

Per questo motivo, non si può dire che la premessa è uguale alla congiunzione di soggetto e predicato: la (3) non equivale a <<x è amico di Maria>> (3a) {\displaystyle \land } <<x è scapolo>>(3b), perché secondo la tavola di verità se (3a) è falso, dovrebbe esserlo anche la (3).

La logica moderna non accetta in genere l'inferenza: "Ogni A è B" implichi che è vero che "Qualche A è B" (ciò che i logici medioevali chiamavano reductio ad subalternam): dall'esempio si vede però che una proposizione categorica è giudicabile come vera o falsa soltanto se è soddisfatta la sua condizione esistenziale pertinente. Se usiamo il quantificatore ristretto, vale il quadrato di Boezio in uso nella logica antica e medioevale, detto dai logici moderni anche quadrato di opposizione fra le proposizioni categoriche (o semplicemente quadrato delle opposizioni), che elenca le forme di inferenza valide per le proposizioni universali o particolari.

Ciò che garantisce la validità del sillogismo, è la struttura interna delle premesse che devono essere enunciati atomici, cioè privi di connettivi logici.
All'interno della premessa maggiore e minore si usa anche l'operatore di negazione. 
Così formulato, la congiunzione delle due premesse e la loro implicazione logica con la conclusione, danno luogo alla seguente tabella di verità:
Tabella di verità:
| P | p | A = P{\displaystyle \land }p |  | A | B | {\displaystyle A\rightarrow B} |  | A | ({\displaystyle A\rightarrow B}){\displaystyle \land }A |
| - | - | ---------------------------- |  | - | - | ------------------------------ |  | - | ------------------------------------------------------- |
| V | V | V                            |  | V | V | V                              |  | V | V                                                       |
| V | F | F                            |  | V | F | F                              |  | V | F                                                       |
| F | V | F                            |  | F | V | V                              |  | F | F                                                       |
| F | F | F                            |  | F | F | V                              |  | F | F                                                       |

La tabella di verità si ottiene dalla congiunzione A delle premesse maggiore P e minore p, implicazione logica della conclusione B, di nuovo congiunzione con l'insieme delle premesse A. 
Notiamo che

- nelle teorie del primo ordine le conclusioni del sillogismo possono essere fatte ricadere sempre in uno dei due casi "dimostrato" o "non dimostrato" (così come la premessa maggiore o minore, o è "vera" oppure è "falsa");
- internamente a premesse e conclusione, le proprietà valgono su insiemi con numero finito di elementi, e - se c'è il quantificatore universale - sono valide per tutti gli elementi e su ogni eventuale sottoinsieme: es. "tutti i viventi sono mortali" = ogni elemento ed eventuale sottoinsieme esistente nell'insieme finito dei "viventi", ha la proprietà di essere un "mortale";
- se due elementi sono uguali, non c'è modo di distinguerli dato che: "tutto ciò che è vero per uno, è vero per l'altro" (Uguaglianza (matematica)). Tutto ciò che è vero per i "viventi", è vero anche per i "mortali", e viceversa tutto ciò che si può dire per i "mortali" si può dire anche per i "viventi": l'assioma di uguaglianza può essere scritto come nei linguaggi del secondo ordine, per qualsiasi predicato, dell'una o dell'altra variabile;
- l'uso dei connettivi logici fondamentali è limitato a quelli di congiunzione, implicazione e negazione, e con la presenza di quantificatori universali e particolari che operano su un numero finito di elementi, ma che diversamente da un Linguaggio del primo ordine(di cui è un tipo la logica booleana, detta anche elementare) sono veri per tutti i sottoinsiemi, come detto in precedenza.

## Validità del sillogismo
Un secondo esempio più significativo può essere:
- (premessa maggiore) Ogni animale è mortale
- (premessa minore) Ogni uomo è animale
- (conclusione) Dunque ogni uomo è mortale.

La validità vale anche e soprattutto per parole-sostanze il cui significato è noto, ma non è subito presente ai cinque sensi:

- (premessa maggiore) L'infinito è unico e non-ripetibile.
- (premessa minore) La persona è unica e non-ripetibile.
- (conclusione) L'infinito è Persona (personale).

Il termine medio è l'elemento grazie al quale avviene l'unione e funge da connessione fra gli altri due; questo perché il termine medio (l'animale) da una parte è incluso nel termine maggiore (mortale) e dall'altra include in sé il termine minore (uomo).
Un sillogismo è considerato valido se questo è logicamente valido. La validità di un sillogismo non dipende dalla verità delle affermazioni che lo compongono. Sicché il sillogismo:
- Ogni animale vola
- L'asino è un animale
- Dunque l'asino vola

oppure:
- Il treno fuma
- Gianni è un treno
- Gianni fuma
è valido, anche se le frasi che lo compongono non sono vere. Un metodo, o definizione rozza, che spesso viene usata, è dire che "un sillogismo è valido se ogni sillogismo della stessa forma che contiene proposizioni vere conclude correttamente".
Questo metodo tuttavia non ha dignità logica, in quanto, seppur funzionante, non utilizza alcuna "logica". Un sillogismo che contiene tutte proposizioni vere può essere riconosciuto non valido, anche se vero.
Es.:
- Gli dei sono immortali
- Gli uomini non sono dei
- Dunque gli uomini non sono immortali.

Tale sillogismo è non valido logicamente, anche se tutte le proposizioni sono vere, e questo è possibile capirlo non andando a permutare tutte le possibili frasi vere che mantengono la struttura del sillogismo, ma ragionando logicamente: <<Gli dei sono immortali>> [frase vera], ci dice che gli dei appartengono alla categoria degli immortali. Di tale categoria non sappiamo nulla, e nulla dice che questa sia composta solo da dei. <<Gli uomini non sono dei>> [vera], ma questo non esclude il fatto che essi possano essere immortali pur rimanendo non dei.
Pertanto, la validità di un sillogismo è una caratteristica intrinseca della logica che in esso è contenuta. Non è necessario iterare finché non si evidenzia che da due proposizioni vere ne scaturisca una falsa per provarne la non-validità, ma basta studiarlo attentamente e evidenziarne l'illogicità, come fatto nell'esempio precedente.
Le meccaniche logiche dei sillogismi sono riconducibili a quelle delle condizioni Necessarie e Sufficienti, capisaldi della logica moderna. Se una delle premesse è falsa, la conclusione è necessariamente falsa; viceversa, la verità di entrambe le premesse non implica che la conclusione sia vera. 
Diverso è però il discorso per il sillogismo valido.
Se il sillogismo è valido, da due premesse vere deriva necessariamente una conclusione vera. Se entrambe le premesse sono false generalmente la conclusione è falsa, ma talvolta può essere vera accidentalmente (es: tutti gli uomini sono uccelli, tutti gli uccelli sono mammiferi, quindi tutti gli uomini sono mammiferi).
La teoria della Distribuzione dei termini permette di decidere se un sillogismo è valido. Un termine risulta distribuito se si riferisce a tutti i soggetti di cui si parla, non distribuito se si riferisce solo ad alcuni. Pertanto, le proposizioni “A” (universali affermative) distribuiscono solo il soggetto ma non il predicato; le “E” (universali negative) distribuiscono entrambi; le “I” (particolari affermative) non distribuiscono nulla; le “O” (particolari negative) solo il predicato. Per essere validi i sillogismi debbono distribuire il termine medio in almeno una delle premesse e debbono distribuire i termini maggiore e minore solo se risultano distribuiti nella conclusione (Copi-Cohen “Introduzione alla logica”).
Il sillogismo è stato distinto da Aristotele in tre figure:
Nella prima figura il termine medio funge da soggetto nella premessa maggiore e da predicato nella
premessa minore:
- Tutti i mammiferi sono animali
- Il gatto è un mammifero
- Il gatto è un animale

Nella seconda figura il termine medio funge da predicato sia nella premessa maggiore che in quella minore:
- Nessun canarino è un felino
- Tutti i gatti sono felini
- Gatto Silvestro non è un canarino

Nella terza figura il termine medio funge da soggetto sia nella premessa maggiore che in quella minore:
- Tutti i gatti sono mortali
- Tutti i gatti sono animali
- Alcuni animali sono mortali

Combinatoriamente, a partire dal Medioevo, quando fu considerata anche la quarta figura, le forme possibili dei sillogismi sono 256: ci sono infatti tre proposizioni indipendenti ciascuna delle quali può assumere quattro modi diversi (A, I, E, O) per un totale di 4×4×4 combinazioni per le quattro figure. La figura è determinata dalla posizione del termine medio, che è il termine che si trova in entrambe le premesse. Le forme valide, però, sono soltanto 19, cioè le quattro (Barbara, Celarent, Darii, Ferio) “perfette” che Aristotele definì autoevidenti) del sillogismo di prima figura ed altri 15 di cui è possibile dimostrare la validità tramite le tre regole di conversione o la reductio ad impossibile. Tuttavia, Copi e Cohen (vedi bibliografia), dimostrano che i sillogismi autenticamente validi sono solo quindici, escludendo, sempre nella terminologia medievale, quelli del tipo “Darapti” e “Felapton” della terza figura e quelli in “Fesapo” e “Bramantip” della quarta (p.284).
Proposizioni dichiarative che contengono parole come "tutti", "nessuno" o "qualche" possono essere analizzate con la teoria degli insiemi. Se indichiamo l'insieme di A come s(A) (la lettera "s" sta per set), e l'insieme di B con s(B), si ha:

- "Ogni A è B" (AaB) equivale a "s(A) è sottoinsieme di s(B)", vale a dire s(A) ⊆ s(B)
- "Nessun A è B" (AeB) equivale a dire che l'"intersezione di S(A) e s(B) è vuota", oppure {\displaystyle s(A)\cap s(B)=\emptyset }
- "Qualche A è B" (AiB) equivale a dire che "l'intersezione di s(A) e s(B) non è l'insieme vuoto", oppure {\displaystyle s(A)\cap s(B)\neq \emptyset }
- "Qualche A non è B" (AoB) equivale a dire che "s(A) non è incluso in s(B)"

Se "Ogni A è B" (AaB) è vero e se è vero anche "Ogni B è A" (BaA), si ha il caso particolare in cui gli insiemi s(A) e s(B) sono identici. 

Essendo l'insieme vuoto per definizione un sottoinsieme di qualsiasi altro che si prenda in considerazione, se l'insieme A è privo di elementi (vuoto), allora le proposizioni "ogni 
A è B" e "nessun A è B" sono entrambe vere, mentre "qualche A è B" e "qualche A non è B" sono sempre false. Pertanto, il sillogismo della forma AaB non implica AiB, e molti dei sillogismi di seguito riportati non valgono se A è vuoto. L'insieme vuoto genera un caso di indecisione in cui due proposizioni opposte (universali) sono entrambe vere, contro quanto prevede il quadrato logico delle opposizioni che cessa di essere valido, e nel quale valeva e qui si deve escludere che "ogni A è B" implichi "qualche A è B"; in alternativa, come visto in precedenza, si può dire che gli universali non sono né veri né falsi, ma casi non giudicabili, lasciare salvo il quadrato logico, e continuare ad ammettere che "ogni A è B" implichi "qualche A è B". 
Lo stesso Aristotele nel suo trattato identificò il tipo di discorso modale al quale non applicò le forme valide di sillogismo. Con questo tipo di enunciati fin dall'antichità era noto che fallisce il sillogismo, così come noi oggi diciamo anche per gli operatori booleani. La cosiddetta logica classica è basata su tre principi molto generali:

- determinatezza e bivalenza, secondo i quali la logica si limita a enunciati dichiarativi (o veri o falsi)
- vero-funzionalità: secondo cui gli enunciati composti sono <<funzioni di verità>> degli enunciati semplici che li compongono (afferma Wittgestein nel suo “Tractatus”), principio non valido per gli enunciati modali. Esempi:
- Hegel era un filosofo e Schelling era amico di Hegel (1), composto da due enunciati semplici:
  - Hegel era un filosofo (1 a)
  - Schelling era amico di Hegel (1 b)

cui sostituisco a (1 a) un altro enunciato (2) vero:

- Kant scrisse la "Critica della Ragion Pura" (2)

e ottengo:

- Kant scrisse la "Critica della Ragion Pura" e Schelling era amico di Hegel, altrettanto vero.

Ma se dico:

- Necessariamente 7 è un numero primo (3), composto da 
  - <<7 è un numero primo>> (3 a), cui sostituisco (3 b):
- Il Bologna ha vinto 7 scudetti. Ottengo:
- Necessariamente il Bologna ha vinto 7 scudetti,

che è falso. Così come:

- Necessariamente, 9 è maggiore di 7 (4), composto da 
  - 9 è maggiore di 7 (4 a), sostituisco con
- 9 è il numero dei pianeti (5), e ottengo:
- Necessariamente, il numero dei pianeti è maggiore di 7,

che è falso.
L'esempio non segue la forma solita (due premesse con soggetto e predicato), ma ad essa si può facilmente applicare, e mostra che con espressioni dette modali (<<è possibile che..>>, <<è necessario che...>>) o epistemiche (<< so che...>. <<credo che...>>) la sostituzione di un enunciato vero con uno altrettanto vero in uno composto, non porta necessariamente a conseguenze vere.
Nella tabella seguente sono riportati tutti i sillogismi validi secondo i diagrammi di Venn. Secondo Copi e Cohen, però, ne andrebbero esclusi 9 su 24, in quanto essi posseggono “portata esistenziale”, non considerata dalla logica moderna.
| 1 | Barbara | Barbari |         |         | Darii  |         |          | Ferio    | Celaront | Celarent |           |           |        |         |
| 2 |         |         |         |         |        |         |          | Festino  | Cesaro   | Cesare   | Camestres | Camestros | Baroco |         |
| 3 |         |         |         | Darapti | Datisi | Disamis | Felapton | Ferison  |          |          |           |           |        | Bocardo |
| 4 |         |         | Bamalip |         |        | Dimatis | Fesapo   | Fresison |          |          | Calemes   | Calemos   |        |         |